# 德罗维亚纳亚
德罗维亚纳亚（羅馬化：Drovyanaya）是俄罗斯外贝加尔边疆区的市级镇，属乌廖特区，位于外贝加尔边疆区西南部，在区行政中心乌廖特东北、边疆区首府赤塔西南方。该镇以南有市级镇戈尔内。
该地2021年人口有2,953人；2010年人口2,871人；2002年人口3,230人；1979年有人口2,346人。